# Haaren High School
Haaren High School fue una escuela secundaria estadounidense ubicada en Midtown Manhattan, Nueva York. La escuela se destacó por su programa vocacional que incluye clases centradas en motores de combustión interna. Fue construida en 1903 para albergar la escuela secundaria DeWitt Clinton. Cuando esa escuela se mudó en 1927, se convirtió en el hogar de Haaren High School (llamada así por el educador John Henry Haaren) hasta que esa escuela cerró a fines de la década de 1970. Después de que los desarrolladores anunciaran planes para renovar para albergar oficinas, estudios de producción y comercio minorista, John Jay College la compró en 1988 y la remodeló para albergar oficinas, una biblioteca, aulas y otras instalaciones.

## Exalumnos notables
- Herman Badillo (1929-2014), primer congresista estadounidense puertorriqueño-estadounidense[5]
- Mario Biaggi (1917-2015), policía condecorado y congresista de EE. UU.
- Edd Byrnes, actor
- Ron Carey (1936-2008), presidente de la Hermandad Internacional de Teamsters
- Ed Feingersh, fotoperiodista de los años 50
- Padraic Fiacc, poeta irlandés
- Robert García, asambleísta y congresista de Nueva York
- David Greenglass, espía soviético de los años 50[6]
- Joe Hayes, luchador y campeón de Taekwondo[7]
- Lynbert Johnson, jugador de la NBA
- Robert Mitchum (1917-1997), actor
- Pedro Pietri, poeta nuyoricano
- Paul Rand, diseñador gráfico e ilustrador
- Alberto Salmi, actor[8]
- Ray Santos (1928-2019), músico latino ganador del premio Grammy.[9]
- George Stade, novelista y profesor de literatura de Columbia.[10]
- James Víctor, actor[11]
- John Worth, presidente y director ejecutivo de la Academy of Model Aeronautics[12]